# Schloss Selsau
Schloss Selsau ist ein Barockschloss im lettischen Dzelzava im historischen Vidzeme (Livland).

## Geschichte
Das Schloss war 1594, zur Zeit des Herzogtum Kurland und Semgallen in Besitz von Jacob Weinecken und hieß damals Weinekenmoise. Im Jahr 1632 wurde das Gut an Clas Russe verkauft, gegen Ansprüche von Maria Klot. Offenbar erhielten die Klots das Gut doch, denn Wolmar Klot verpfändete das Gut an Baron Mengden und erhielt es 1664 zurück. 1724 kam das Gut in den Besitz von Otto Reinhold von Igelström. Sein Sohn, Baron Reinhold Johann von Igelström, erbte das Gut zusammen mit Kronenhof, verkaufte den Besitz aber 1765 an Baron von Transehe. Das Schloss wurde 1767 im barocken Stil erbaut und gilt als architektonisches Meisterwerk des Barock. Im Zuge der Russischen Revolution von 1905 wurde auch das Herrenhaus Selsau niedergebrannt. Schon 1908 erfolgte der Wiederaufbau in enger Anlehnung an das Original, die Planung lag in den Händen des Architekten Wilhelm Bockslaff. Nach der Landreform von 1920 wurde das Haus zunächst durch das Militär und später durch die Gemeindeverwaltung genutzt. Seit 1940 dient es mit kurzer Unterbrechung als Schule und wurde 2003 grundlegend saniert.

## Bauwerk
Das zweigeschossige Schloss ist ein bemerkenswerter Bau des Barock. Die Schmuckelemente des Baus, wie Pilaster, Fenster und Eingänge zeigen Ähnlichkeiten mit den Gutshäusern in Lauenhof (Lõve), Aya und Kalnemois auf.